# Hälltorp en Heden
Hälltorp en Heden (Zweeds: Hälltorp och Heden) is een småort in de gemeente Lilla Edet in het landschap Västergötland en de provincie Västra Götalands län in Zweden. Het småort heeft 70 inwoners (2005) en een oppervlakte van 22 hectare. Eigenlijk bestaat het småort uit twee verschillende plaatsen: Hälltorp en Heden. Het plaatsje Heden behoort echter maar voor een deel tot dit småort.